# 易開罐花卉
易開罐花卉就是簡單的將花卉或是蔬菜種子放到易開罐裡面，只要打開易開罐的開口與底下的排水孔，在經過7-14天之後，就可以看到種子萌芽，過一段時間就會開花。雖然是很簡單的產品，卻有著無限的創意。易開罐花卉種類包羅萬象，可以創造出自己喜歡的小花園。